# Ouro Loppe
Ouro Loppe est une localité du Cameroun située dans la commune de Moutourwa, le département du Mayo-Kani et la Région de l'Extrême-Nord, au pied des monts Mandara, à proximité de la frontière avec le Tchad.

## Localisation
Ouro Loppe est localisé à 10°20'59" Nord de latitude et 14°13'59" Est de longitude.